# مگس‌گیر قاپنده
مگس‌گیر قاپنده (Legatus leucophaius) یک پرنده گنجشک‌سان، تنها عضو از سرده Legatus است. این یک زادآور مقیم از جنوب مکزیک و ترینیداد در جنوب تا بولیوی و آرژانتین است. حداقل برخی از پرندگان از آمریکای مرکزی و ترینیداد مهاجر هستند و این گونه از توباگو نیز بازدید می‌کند.